# Sturmiidae
Sturmiidae es una familia de Collembola que aloja dos especies descriptas.

## Taxonomía
- Género Sturmius - Bretfeld, 1994
  - Sturmius epiphytus - Bretfeld, 1994
  - Sturmius truncivivus - Bretfeld & Gauer, 1999